# Mehmet Ali Ağca
Mehmet Ali Ağca (Hekimhan, 1958. január 9. −) török bérgyilkos, aki 1979. február 1-jén meggyilkolta Abdi İpekçi baloldali újságírót, majd 1981. május 13-án, egy török börtönből megszökve sikertelen merényletet követett el II. János Pál pápa ellen. Ezt követően 19 évet töltött börtönben Olaszországban, ahol a pápa is meglátogatta és meg is bocsátott neki. Később olasz elnöki kegyelemben részesült ugyan, ám Törökországba deportálták, ahol a másik gyilkosságért kiszabott tízéves büntetését töltötte le. Ağca 2010. január 18-án szabadult a börtönből, és ugyan önmagát politikai irányultság nélküli zsoldosként jellemezte, ismert, hogy tagja volt a fasiszta és török ultranacionalista Szürke Farkasoknak, valamint az államilag támogatott Kontrgerilla csoportnak. Harminchárom évvel a bűntette után Ağca ellátogatott a Vatikánba, hogy fehér rózsákat helyezzen el az akkor szentté avatott II. János Pál sírjára, és azt mondta, hogy szeretne találkozni Ferenc pápával, amit azonban elutasítottak.

## Élete

### Korai évei
Ağca a törökországi Malatya tartomány Hekimhan kerületében született. Fiatalkorában kisstílű bűnöző lett, és szülővárosában számos utcai banda tagja volt, többek között Törökország és Bulgária között csempészett. Azt állítja, hogy a marxista Népi Front Palesztina Felszabadításáért (PFLP) tagjaként két hónapos fegyveres és terrorista taktikai kiképzésben részesült Szíriában, amelyet a kommunista bolgár kormány fizetett, bár a PFLP ezt tagadta.

### A Szürke Farkasok tagjaként
A képzés után Ağca az ultranacionalista török Szürke Farkasok szervezetnek dolgozott. 1979. február 1-jén Isztambulban a Szürke Farkasok parancsára meggyilkolta Abdi İpekçit, a Milliyet című nagy török napilap szerkesztőjét. Miután egy informátor feljelentette, elfogták és életfogytiglani börtönbüntetésre ítélték. Hat hónap letöltése után Abdullah Çatlı, a Szürke Farkasok parancsnokhelyettese segítségével megszökött, és Bulgáriába menekült, amely a török maffia egyik bázisa volt akkoriban. Lucy Komisar oknyomozó újságíró szerint Ağca az 1979-es merényleten együtt dolgozott Çatlıval, aki ezután állítólag segített megszervezni Ağca szökését egy isztambuli katonai börtönből. Komisar szerint egyesek szerint Çatlı még a pápa elleni merényletben is részt vett. A Reuters szerint Ağca a biztonsági szolgálatok szimpatizánsainak feltételezett segítségével szökött meg. Komisar hozzátette, hogy a Mercedes-Benz balesetének helyszínén, ahol Çatlı meghalt, „Mehmet Özbay” névre szóló útlevelet találtak nála - ez volt az Ağca által is használt álnév.

## A II. János Pál pápa elleni merénylet
1979-ben a The New York Times arról számolt be, hogy Ağca, akit akkor még „egy isztambuli újságíró önbevallásos gyilkosaként” írt le, a pápát „a keresztes háborúk maszkos vezetőjének” nevezte, és azzal fenyegette meg, hogy lelövi, ha nem mondja le tervezett törökországi látogatását, amely ennek ellenére 1979 november végén a tervezett menetrend szerint lezajlott. A lap azt is megírta 1979. november 28-án, hogy a gyilkosság bosszú lesz az akkor még folyamatban lévő, november 20-án kezdődött, a mekkai nagymecset elleni támadásért, amelyért az Egyesült Államokat, illetve Izraelt tette felelőssé.
1980 augusztusától Ağca elkezdte a Földközi-tenger térségének beutazását. Későbbi vallomása szerint Rómában három bűntársával találkozott, akik közül az egyik török, a másik kettő bolgár volt. Az akciót Zilo Vaszilev, az olaszországi bolgár katonai attasé irányította. Elmondása szerint Bekir Çelenk török maffiózó bízta meg ezzel a küldetéssel. A Le Monde diplomatique azonban azt állította, hogy a merényletet Abdullah Çatlı szervezte  3 millió márka összegért cserébe, amelyet Bekir Çelenk fizetett a Szürke Farkasoknak.
Ağca szerint a terv az volt, hogy ő és a háttérben meghúzódó fegyveres Oral Çelik tüzet nyitnak a pápára a Szent Péter téren, majd egy kisebb robbanás okozta pánik fedezékében a bolgár nagykövetségre menekülnek. Május 13-án a Szent Péter téren ülve képeslapokat írogattak és várták a pápa érkezését. Amikor a pápa áthaladt a hívek tömege között, Ağca 17 óra 17 perckor négyszer is rálőtt egy 9mm Browning Hi-Power félautomata pisztollyal, és súlyosan megsebesítette. Ezután a fegyvert egy teherautó alá dobta, de a vatikáni biztonsági őrség főnöke, Camillo Cibin, valamint egy apáca és több járókelő megállította és megakadályozta, hogy elmeneküljön. Mind a négy lövedék eltalálta a pápát, egy a gyomrát, egy 1 milliméterrel a szíve mellett, egy pedig a jobb mutatóujját és a jobb karját.  Az utóbbi két golyó két civilt is megsebesített, a Buffalóból származó Ann Odre a mellkasán, Rose Hill pedig a jobb karján sebesült meg, de mindketten túlélték. A pápát azonnal a közeli Gemelli kórházba szállították, a hatóságok pedig átfésülték a helyszínt bizonyítékért. Çelik pánikba esett és elmenekült anélkül, hogy felrobbantotta volna a bombát vagy tüzet nyitott volna.

## Börtönévei
Ağcát 1981 júliusában Olaszországban életfogytiglani börtönbüntetésre ítélték a merényletkísérlet miatt. Felépülése után II. János Pál pápa arra kérte az embereket, hogy „imádkozzatok testvéremért (Ağcáért), akinek őszintén megbocsátottam.” 1983-ban a pápa és Ağca találkoztak és négyszemközt beszéltek a börtönben, ahol Ağcát fogva tartották. A pápa az évek során Ağca családjával is kapcsolatban állt, 1987-ben találkozott az édesanyjával, egy évtizeddel később pedig a testvérével.
1983 nyarán Ağca szabadon bocsátását követelték Emanuela Orlandi, egy vatikáni alkalmazott fiatal lányának állítólagos elrablói, aki az év júniusában rejtélyes módon eltűnt Rómában. 1997. június 9-én két férfi eltérítette az Air Malta 830-as járatát. Miután leszálltak Kölnben, a gépeltérítők Ağca szabadon bocsátását követelték. Őt nem engedték el, és a gépeltérítők végül megadták magukat. Miután közel 20 év életfogytiglani börtönbüntetését töltötte Olaszországban, ami alatt meg is keresztelkedett, II. János Pál pápa kérésére 2000 júniusában az akkori olasz elnök, Carlo Azeglio Ciampi kegyelmet adott Ağcának, akit Törökországba toloncoltak ki.
Kiadatását követően börtönbe került Abdi İpekçi 1979-es meggyilkolásáért és két, az 1970-es években végrehajtott bankrablásért. Ağcát  még 1979. június 25-én tartóztatták le, és a maltepei katonai börtönben raboskodott, ám mivel innen még az év november 25-én megszökött és Bulgáriába menekült, így távollétében halálra ítélték. Ağcát 2000-ben a feltételes amnesztiáról szóló törvény alapján kiadták Törökországnak, ahol elengedték a halálbüntetését. Ez az Ağcának nyújtott kedvezmény heves reakciókat váltott ki. Mindkét ügyet egyesítették, és a Kadıköy 1. számú Legfelsőbb Büntetőbíróság előtt tárgyalták. Az egységes tárgyalás Cengiz Aydos taxijának 1979-ben történt eltérítésére, a kızıltopraki Yıldırım ékszerüzlet 1979. március 22-i kirablására és a Fruko üdítőraktárból 1979. április 4-én történt pénzlopásra vonatkozott. A bírák 2000. január 18-án az ékszerüzlet kirablása és a „lőfegyverekről szóló törvény megsértése” (6136. sz. törvény) miatt indított eljárás elévülése miatt ejtették a vádakat. Sikkasztás és pénzlopás miatt Ağcát 36 év börtönbüntetésre ítélték. Ağca ügyvédei 2000 decemberében a feltételes szabadlábra helyezésről és a büntetések elhalasztásáról szóló 4516. számú törvény alapján kérelmezték szabadlábra helyezését. Kérelmüket a kartali 1. Legfelsőbb Büntetőbíróság elutasította. Az ügyvédek fellebbezést nyújtottak be a döntés ellen, de a fellebbviteli bíróság helybenhagyta az ítéletet. Ağca életfogytiglani börtönbüntetését 10 évre csökkentették egy török törvény alapján, amely lerövidíti a börtönbüntetéseket, ha azokat külföldi börtönben töltik le. A pénzmosás miatt hozott ítéletet és a 36 éves büntetést a rablás elévülése miatt hatályon kívül helyezték.
2005 februárjának elején, a pápa utolsó betegsége idején Ağca levelet küldött a pápának, amelyben jobbulást kívánt neki, és arra is figyelmeztette, hogy a világnak hamarosan vége lesz. Amikor a pápa 2005. április 2-án meghalt, Ağca testvére, Adnan interjút adott, amelyben elmondta, hogy Ağca és egész családja gyászol, és hogy a pápa nagy barátjuk volt.
Ağca 2006. január 12-én feltételes szabadlábra helyezték. 2006. január 12-én került feltételes szabadlábra. Mustafa Demirbağ, az ügyvédje amnesztia és büntetőjogi reform kombinációjával magyarázta a szabadulását: egy 2000-es amnesztia 10 évet levont a büntetéséből, majd a bíróság a büntető törvénykönyv új cikkelye alapján levonta az olasz börtönben töltött 20 évét, és így jó magaviseletért feltételes szabadlábra helyezhetővé vált. A francia AFP hírügynökség jelentése szerint azonban „a török igazságügyi hatóságok még mindig nem magyarázták meg, hogy pontosan milyen jogi forrásokhoz jutott hozzá”, Hikmet Sami Türk volt igazságügyi miniszter pedig, aki Ağca kiadatásakor kormányon volt, azt állította, hogy jogi szempontból a szabadlábra helyezése a legjobb esetben is „súlyos hiba” volt, és 2012 előtt nem lett volna szabad szabadulnia. 2006. január 20-án azonban a török legfelsőbb bíróság úgy döntött, hogy az Olaszországban letöltött idő nem vonható le a törökországi büntetéséből, és ismét bebörtönözték.
2008. május 2-án Ağca kérelmezte a lengyel állampolgárság felvételét, mivel élete utolsó éveit Lengyelországban, II. János Pál pápa szülőhazájában kívánta tölteni. Ağca kijelentette, hogy szabadulása után meg akarja látogatni II. János Pál pápa sírját, és Dan Brownnal együtt szeretne egy könyvet írni.
Ağca 2010. január 18-án szabadult a börtönből. Katonai kórházba szállították, hogy felmérjék, 52 évesen még alkalmas-e a kötelező sorkatonai szolgálatra. A hadsereg „antiszociális személyiségzavar” miatt alkalmatlannak találta a katonai szolgálatra. Egy nyilatkozatban nem sokkal később bejelentette: „A következő három napban találkozunk. A Mindenható Isten nevében meghirdetem a világ végét ebben az évszázadban. Az egész világ el fog pusztulni, minden emberi lény meg fog halni. Nem vagyok Isten, nem vagyok Isten fia, én vagyok az örökkévaló Krisztus.”
Ağca 2014. december 27-én meglátogatta II. János Pál sírját. Az akciót követően azonban az olasz hatóságok kitutasították, mivel vízum nélkül érkezett az országba. 2016-ban kinyilvánította azt a vágyát, hogy katolikus pap legyen, és elzarándokoljon a portugáliai Fátimába, hogy megünnepelje az ottani Mária-jelenések 100. évfordulóját.

## Fordítás
- Ez a szócikk részben vagy egészben  a   Mehmet Ali Ağca című angol Wikipédia-szócikk ezen változatának fordításán alapul.  Az eredeti cikk szerkesztőit annak laptörténete sorolja fel. Ez a jelzés csupán a megfogalmazás eredetét és a szerzői jogokat jelzi, nem szolgál a cikkben szereplő információk forrásmegjelöléseként.